# Olympische Sommerspiele 2012/Teilnehmer (Kirgisistan)
| Gelbes Symbol für Goldmedaillen mit stilisierten Olympischen Ringen | Graues Symbol für Silbermedaillen mit stilisierten Olympischen Ringen | Braundes Symbol für Bronzemedaillen mit stilisierten Olympischen Ringen |
| ------------------------------------------------------------------- | --------------------------------------------------------------------- | ----------------------------------------------------------------------- |
| —                                                                   | —                                                                     | —                                                                       |

Kirgisistan nahm in London an den Olympischen Spielen 2012 teil. Es war die insgesamt fünfte Teilnahme an Olympischen Sommerspielen. Das Nationale Olympische Komitee Kirgisistans nominierte 14 Athleten in acht Sportarten.

## Teilnehmer nach Sportarten

### Gewichtheben
| Athleten           | Wettbewerb       | Reißen  | Reißen | Stoßen  | Stoßen | Zweikampf | Zweikampf | Rang |
| Athleten           | Wettbewerb       | Gewicht | Rang   | Gewicht | Rang   | Gewicht   | Rang      | Rang |
| ------------------ | ---------------- | ------- | ------ | ------- | ------ | --------- | --------- | ---- |
| Männer             |                  |         |        |         |        |           |           |      |
| Beksat Osmonalijew | Klasse bis 56 kg | 127 kg  | 3      | DNF     | -      | 127 kg    | -         | DNF  |

### Judo
| Athleten          | Wettbewerb         | 1. Runde          | 1. Runde        | Achtelfinale  | Achtelfinale  | Viertelfinale | Viertelfinale | Hoffnungsrunde Halbfinale | Hoffnungsrunde Halbfinale | Halbfinale    | Halbfinale    | Hoffnungsrunde Finale | Hoffnungsrunde Finale | Finale        | Finale        | Rang          |
| Athleten          | Wettbewerb         | Gegner            | Ergebnis        | Gegner        | Ergebnis      | Gegner        | Ergebnis      | Gegner                    | Ergebnis                  | Gegner        | Ergebnis      | Gegner                | Ergebnis              | Gegner        | Ergebnis      | Rang          |
| ----------------- | ------------------ | ----------------- | --------------- | ------------- | ------------- | ------------- | ------------- | ------------------------- | ------------------------- | ------------- | ------------- | --------------------- | --------------------- | ------------- | ------------- | ------------- |
| Männer            |                    |                   |                 |               |               |               |               |                           |                           |               |               |                       |                       |               |               |               |
| Tschingis Mamedow | Klasse bis 90 kg   | Masashi Nishiyama | 000 – 011 KSG   | ausgeschieden | ausgeschieden | ausgeschieden | ausgeschieden | ausgeschieden             | ausgeschieden             | ausgeschieden | ausgeschieden | ausgeschieden         | ausgeschieden         | ausgeschieden | ausgeschieden | ausgeschieden |
| Juri Krakowezki   | Klasse über 100 kg | Vlăduț Simionescu | 0001 – 1001 TGM | ausgeschieden | ausgeschieden | ausgeschieden | ausgeschieden | ausgeschieden             | ausgeschieden             | ausgeschieden | ausgeschieden | ausgeschieden         | ausgeschieden         | ausgeschieden | ausgeschieden | ausgeschieden |

### Leichtathletik
Laufen und Gehen
| Athleten         | Wettbewerb | Vorlauf     | Vorlauf | Halbfinale    | Halbfinale    | Finale        | Finale        | Rang |
| Athleten         | Wettbewerb | Zeit        | Rang    | Zeit          | Rang          | Zeit          | Rang          | Rang |
| ---------------- | ---------- | ----------- | ------- | ------------- | ------------- | ------------- | ------------- | ---- |
| Frauen           |            |             |         |               |               |               |               |      |
| Julija Andrejewa | Marathon   | –           | –       | –             | –             | 2:36:01 h     | 60            | 60   |
| Männer           |            |             |         |               |               |               |               |      |
| Erschan Askarow  | 800 m      | 1:59,56 min | 52      | ausgeschieden | ausgeschieden | ausgeschieden | ausgeschieden | 52   |

### Ringen
| Athleten                         | Wettbewerb       | 1. Runde     | 1. Runde | Achtelfinale            | Achtelfinale | Viertelfinale | Viertelfinale | Halbfinale    | Halbfinale    | Hoffnungsrunde Viertelfinale | Hoffnungsrunde Viertelfinale | Hoffnungsrunde Halbfinale | Hoffnungsrunde Halbfinale | Hoffnungsrunde Finale | Hoffnungsrunde Finale | Finale        | Finale        | Rang          |
| Athleten                         | Wettbewerb       | Gegner       | Ergebnis | Gegner                  | Ergebnis     | Gegner        | Ergebnis      | Gegner        | Ergebnis      | Gegner                       | Ergebnis                     | Gegner                    | Ergebnis                  | Gegner                | Ergebnis              | Gegner        | Ergebnis      | Rang          |
| -------------------------------- | ---------------- | ------------ | -------- | ----------------------- | ------------ | ------------- | ------------- | ------------- | ------------- | ---------------------------- | ---------------------------- | ------------------------- | ------------------------- | --------------------- | --------------------- | ------------- | ------------- | ------------- |
| Freistil Frauen                  |                  |              |          |                         |              |               |               |               |               |                              |                              |                           |                           |                       |                       |               |               |               |
| Aissuluu Tynybekowa              | Klasse bis 63 kg | Freilos      | Freilos  | Henna Johansson         | 1 – 3 PP     | ausgeschieden | ausgeschieden | ausgeschieden | ausgeschieden | ausgeschieden                | ausgeschieden                | ausgeschieden             | ausgeschieden             | ausgeschieden         | ausgeschieden         | ausgeschieden | ausgeschieden | ausgeschieden |
| griechisch-römischer Stil Männer |                  |              |          |                         |              |               |               |               |               |                              |                              |                           |                           |                       |                       |               |               |               |
| Arsen Eralijew                   | Klasse bis 55 kg | Freilos      | Freilos  | Hamid Soryan Reihanpour | 1PP – 3      |               |               |               |               |                              |                              | Péter Módos               | 0 – 3 PO                  | ausgeschieden         | ausgeschieden         | ausgeschieden | ausgeschieden | 7             |
| Danijar Kobonow                  | Klasse bis 74 kg | Freilos      | Freilos  | Arsen Dschulfalakjan    | 0 PO – 3     |               |               |               |               |                              |                              | Aljaksandr Kikinjou       | 0 – 3 PO                  | ausgeschieden         | ausgeschieden         | ausgeschieden | ausgeschieden | 7             |
| Freistil Männer                  |                  |              |          |                         |              |               |               |               |               |                              |                              |                           |                           |                       |                       |               |               |               |
| Magomed Mussajew                 | Klasse bis 96 kg | Serhat Balcı | 3 PP – 1 | Takao Isokawa           | 3 – 1 PP     | Reza Yazdani  | 1 PP – 3      | ausgeschieden | ausgeschieden | ausgeschieden                | ausgeschieden                | ausgeschieden             | ausgeschieden             | ausgeschieden         | ausgeschieden         | ausgeschieden | ausgeschieden | ausgeschieden |

### Segeln
Fleet Race
| Athleten      | Wettbewerb | Qualifikation | Qualifikation | Medal Race    | Medal Race    | Punkte | Rang |
| Athleten      | Wettbewerb | Punkte        | Rang          | Punkte        | Rang          | Punkte | Rang |
| ------------- | ---------- | ------------- | ------------- | ------------- | ------------- | ------ | ---- |
| Männer        |            |               |               |               |               |        |      |
| Ilija Ignatew | Laser      | 422           | 49            | ausgeschieden | ausgeschieden | 422    | 49   |

### Schießen
| Athleten        | Wettbewerb                           | Qualifikation   | Qualifikation | Finale          | Finale        | Ringe | Rang |
| Athleten        | Wettbewerb                           | Ringe/ Scheiben | Rang          | Ringe/ Scheiben | Rang          | Ringe | Rang |
| --------------- | ------------------------------------ | --------------- | ------------- | --------------- | ------------- | ----- | ---- |
| Männer          |                                      |                 |               |                 |               |       |      |
| Ruslan Ismailow | Luftgewehr 10 m                      | 593             | 21            | ausgeschieden   | ausgeschieden | 593   | 21   |
| Ruslan Ismailow | Kleinkaliber Dreistellungskampf 50 m | 1146            | 40            | ausgeschieden   | ausgeschieden | 1146  | 40   |

### Schwimmen
| Athleten          | Wettbewerb  | Vorlauf     | Vorlauf | Halbfinale    | Halbfinale    | Finale        | Finale        | Rang |
| Athleten          | Wettbewerb  | Zeit        | Rang    | Zeit          | Rang          | Zeit          | Rang          | Rang |
| ----------------- | ----------- | ----------- | ------- | ------------- | ------------- | ------------- | ------------- | ---- |
| Frauen            |             |             |         |               |               |               |               |      |
| Darja Talanowa    | 200 m Brust | 2:38,01 min | 34      | ausgeschieden | ausgeschieden | ausgeschieden | ausgeschieden | 34   |
| Männer            |             |             |         |               |               |               |               |      |
| Dmitri Alexandrow | 200 m Brust | 2:17,92 min | 32      | ausgeschieden | ausgeschieden | ausgeschieden | ausgeschieden | 32   |

### Taekwondo
| Athleten        | Wettbewerb       | Achtelfinale    | Achtelfinale | Viertelfinale | Viertelfinale | Halbfinale    | Halbfinale    | Hoffnungsrunde Halbfinale | Hoffnungsrunde Halbfinale | Hoffnungsrunde Finale | Hoffnungsrunde Finale | Finale        | Finale        | Rang |
| Athleten        | Wettbewerb       | Gegner          | Ergebnis     | Gegner        | Ergebnis      | Gegner        | Ergebnis      | Gegner                    | Ergebnis                  | Gegner                | Ergebnis              | Gegner        | Ergebnis      | Rang |
| --------------- | ---------------- | --------------- | ------------ | ------------- | ------------- | ------------- | ------------- | ------------------------- | ------------------------- | --------------------- | --------------------- | ------------- | ------------- | ---- |
| Männer          |                  |                 |              |               |               |               |               |                           |                           |                       |                       |               |               |      |
| Rassul Abduraim | Klasse bis 80 kg | Mauro Sarmiento | 1:5          | ausgeschieden | ausgeschieden | ausgeschieden | ausgeschieden | ausgeschieden             | ausgeschieden             | ausgeschieden         | ausgeschieden         | ausgeschieden | ausgeschieden | 11   |